# Orimarga pandu
Orimarga pandu är en tvåvingeart som beskrevs av Alexander 1966. Orimarga pandu ingår i släktet Orimarga och familjen småharkrankar. Inga underarter finns listade i Catalogue of Life.